# Ann-Marie Knauf
Ann-Marie Knauf (* 20. November 1992 in Berlin) ist eine deutsche Volleyballspielerin.

## Karriere
Knauf begann schon als Neunjährige das Volleyballspiel beim Köpenicker SC. Nach dem Abgang der Zuspielerin Sandra Sydlik im Jahr 2009 zum SC Potsdam holte der damalige Erstligatrainer Jürgen Treppner die 16-jährige Knauf, die bis dahin nur in der Regionalliga gespielt hatte, aus der zweiten Mannschaft des Vereins in das Bundesligateam. Dort spielte sie zunächst bis 2012. Nach einem Jahr Auszeit stieß sie zur Saison 2013/14 wieder zum Köpenicker SC. 2016 wechselte Knauf zum Ligakonkurrenten SC Potsdam.